# Беар (Алабама)
Беар (англ. Bexar) — невключена територія в окрузі Меріон, штат Алабама, США.

## Демографія
Станом на липень 2007 на території мешкало 1622 осіб.
Чоловіків — 824 (50.8 %);

Жінок — 798 (49.2 %).
Медіанний вік жителів: 39.0 років;
по Алабамі: 35.8 років.

### Доходи
Розрахунковий медіанний дохід домогосподарства в 2009 році: $30,952 (у 2000: $26,864);
по Алабамі: $40,489.
Розрахунковий дохід на душу населення в 2009 році: $16,724.
Безробітні: 4,1 %.

### Освіта
Серед населення 25 років і старше:
Середня освіта або вище: 50,2 %;

Ступінь бакалавра або вище: 5,1 %;

Вища або спеціальна освіта: 1,1 %.

### Расова / етнічна приналежність
Білих — 1,582 (92.4 %);

 Афроамериканців — 111 (6.5 %);

 Латиноамериканців — 12 (0.7 %);

 Відносять себе до 2-х або більше рас — 6 (0.4 %);

 Індіанців — 1 (0.06 %);

 Інші — 1 (0.06 %).

## Нерухомість
Розрахункова медіанна вартість будинку або квартири в 2009 році: $72,455 (у 2000: $53,000);
по Алабамі: $119,600.